# Валло-Белкасем, Наджад
Наджад Валло-Белкасем (араб. نجاة فالو بلقاسم‎, фр. Najat Vallaud-Belkacem; род. 4 октября 1977, Хад-бени-Шикер, Марокко) — французский государственный и политический деятель марокканского происхождения. Министр по правам женщин в 2012—2014 годах, министр национального образования в 2014—2017 годах (первая женщина на этой должности).

## Биография
Родилась 4 октября 1977 года в марокканской сельской общине Хад-бени-Шикер близ города Надор, была вторым ребёнком в семье из семи детей. Имеет испанские и алжирские корни.
В 1982 году дети с матерью переехали во Францию, где в городе Амьен их отец был строительным рабочим. Здесь выросла и окончила школу. В 2002 году окончила парижский Институт политических исследований. В институте познакомилась с Борисом Валло, за которого вышла замуж 27 августа 2005 года.
Член Социалистической партии Франции с 2002 года, входила в команду мэра Лиона Жерара Коллона.
Была секретарём Сеголен Руаяль во время её предвыборной кампании на президентских выборах во Франции в 2007 году; в 2009 году — на первичных президентских выборах от Социалистической партии Франции. С 2008 года она была советником города Лиона, ответственной за крупные молодёжные и общественные мероприятия.
С 16 мая 2012 года по 25 августа 2014 года была министром по правам женщин, параллельно занимаясь другой политической деятельностью. 25 августа 2014 года стала первой французской женщиной в должности министра национального образования Франции (17 мая 2017 года лишилась министерского портфеля после формирования правительства Эдуара Филиппа).
Себя характеризует как «непрактикующую мусульманку».